# Пешков, Дмитрий Николаевич
Дмитрий Николаевич Пешков (26 октября (7 ноября) 1859, Амурская область — после 1908) — полковник Императорской армии; в чине сотника совершил одиночный конный переход от Благовещенска до Санкт-Петербурга, преодолев 8283 версты и проведя верхом 1169 часов, или 48 суток 17 часов.

## Биография
Дмитрий Пешков происходил из станицы Албазинской Амурского казачьего войска из семьи казака. В 1877 году поступил в Иркутское юнкерское училище, предварительно сдав экзамен на вольноопределяющегося. Выпустившись из училища летом 1882 года, получил чин подхорунжего. А чуть менее чем через полгода чин хорунжего. В 1886 году Пешков был произведён в сотники Амурского казачьего конного полка.
В 1889 году Пешков предпринял конный переход от Благовещенска до Петербурга. Одним из обстоятельств, побудивших к этому, было сообщение об аналогичном переходе корнета Асеева из Лубен в Париж. В отличие от Асеева Пешков решил использовать азиатскую лошадь («монголку»). В ряде источников лошадь называют Серко, однако сам Пешков в своих воспоминаниях упоминал кличку Серый.

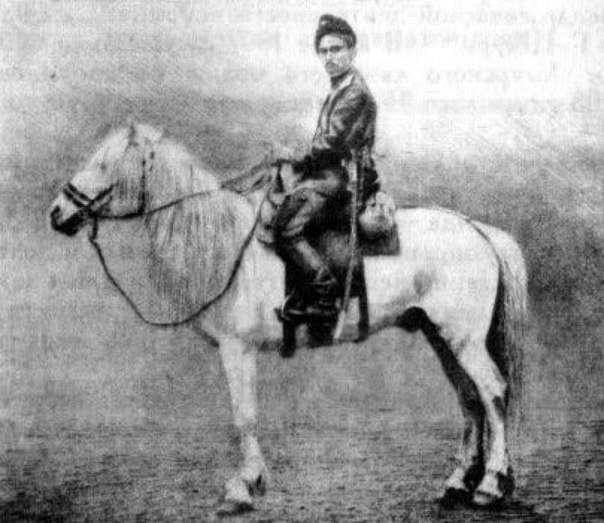
Д. Н. Пешков на лошади

Получив шестимесячный отпуск, 7 ноября 1889 года Дмитрий Николаевич Пешков начал свой поход. Большая часть путешествия — по Забайкалью и Сибири — проходила в условиях суровых морозов, доходящих до сорока градусов. Во время поездки Пешков вёл дневник, где описывал интересные случаи, достопримечательности и т. д. Например, погода описывалась в дневнике следующим образом: «Мороз ужасный. Мороз убийственный. И мороз невероятный». Впоследствии этот документ был издан в печати и широко разошёлся по России.
В Восточной Сибири Дмитрий Николаевич не раз был принят за беглого каторжника и даже был на короткое время арестован. Но за Омском неприятностей стало меньше. От Казани — в Нижнем Новгороде, Владимире, Москве, Твери — Пешкову оказывали радушный и торжественный приём, в том числе корреспонденты газет.

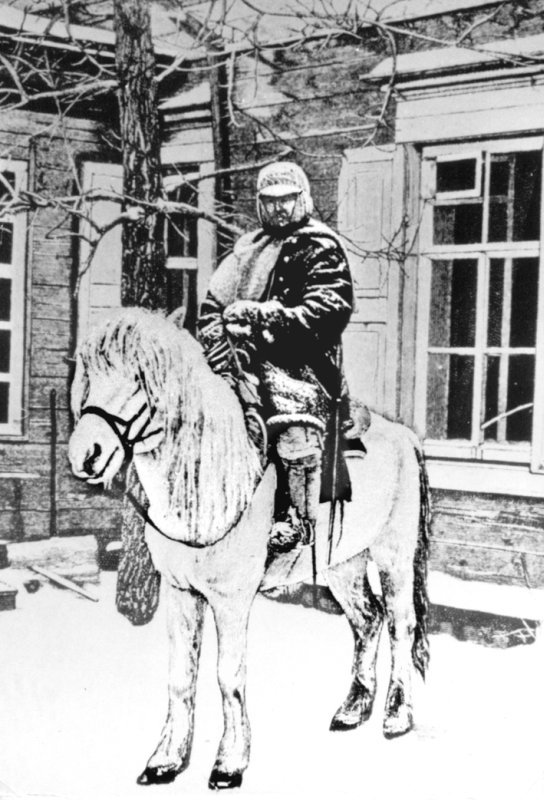
В зимнюю стужу

Перед въездом в Петербург на 12-й версте Московского шоссе Пешкова ожидала торжественная встреча: здесь были выстроены два эскадрона лейб-гвардии Казачьего и Атаманского полков с трубачами и хорами полковых оркестров. Так же по своей инициативе его встречали несколько сотен конных офицеров.
23 мая Пешкова представили начальнику главного Штаба генералу-адъютанту Н. Н. Обручеву. 27 мая на параде лейб-гвардии Конногренадерского и Уланского полков император Александр III вручил ему орден святой Анны 3-й степени. После мероприятия казака пригласили на завтрак во дворец. 8 июня Пешков присутствовал на завтраке, устроенном атаманом всех казачьих войск цесаревичем Николаем Александровичем, которому Дмитрий Николаевич подарил своего Серого. Путешествие было оформлено как командировка, двойные прогонные деньги составили сумму в 821 руб. 49 коп., а сам Пешков получил шестимесячный отпуск, который провёл паломником в Палестине. Далее Пешков был зачислен в Петербургскую офицерскую кавалерийскую школу, получил чин есаула, участвовал в походе на Китай в 1899—1900 гг., за что в 1901 году получил ордена Св. Станислава 2-й степени с мечами и Св. Владимира 4-й степени с мечами и бантом. 20 марта 1908 года, будучи командиром Амурского казачьего полка и имея чин полковника, вышел в отставку.

## Женитьба на А. Н. Толиверовой
Дмитрий Николаевич стал последним мужем известной писательницы А. Н. Пешковой-Толиверовой. М. В. Ямщикова (псевдоним Ал. Алтаев) сообщила некоторые подробности последнего замужества Александры Николаевны, по ошибке называя его уральским офицером, видимо, путая амурский Благовещенск и Благовещенск в Уфимской губернии. Александра Николаевна увлеклась молодым героем, живо обсуждала военные и коневодческие аспекты этого путешествия, что в глазах М. В. Ямщиковой совершенно не вязалось с её ролью редактора детского журнала. Но Александра Николаевна была натурой увлекающейся всем из ряда вон выходящим, по отзыву мемуаристки. Казачий сотник, в свою очередь, увидев красивую петербургскую даму, занимавшую значительное место среди петербургской интеллигенции, увлёкся Александрой Николаевной. А. Н. Толиверова с энтузиазмом рассказывала о своём новом избраннике, о его невероятной честности, преданности, прямоте характера, трудолюбии.
Александра Николаевна написала о Пешкове в своём журнале «Игрушечка» в 8 номере за 1890 год рассказ «Отважный офицер». Позже она пригласила его к себе в гости и рекомендовала своим знакомым. Так в письме С. Н. Шубинскому от 3 июля 1890 года она писала, что желает познакомить Пешкова с ним. Амурский офицер, женившись, недолго оставался в Петербурге, так что Александре Николаевне большей частью приходилось лишь вспоминать о нём. После выхода в отставку следы Пешкова теряются. Их брак с Толиверовой был бездетным и длился всего несколько лет. Поскольку Дмитрий Николаевич Пешков был младше супруги на 17 лет, по воспоминаниям А. Н. Сальниковой (псевдоним А. Н. Кругловой-Доганович) он нашёл себе молодую жену и развёлся с Александрой Николаевной.

## Память
В 2006 году был выпущен французский фильм «Серко», посвящённый Пешкову, с Алексеем Чадовым в главной роли.

## Награды
- Орден Святой Анны 3 степени (1890): «за храбрость»
- Орден Святого Станислава 2 степени c мечами (1901)
- Орден Святого Владимира 4 степени с мечами и бантом (1901)
- Разрешено ношение иностранных орденов: итальянского офицерского креста ордена Св. Маврикия и Лазаря; французского Кавалерского креста Почетного легиона. Имел серебряные медали – в память царствования императора Александра III и за поход в Китай 1900-1901 гг.